# 淮河路 (合肥)
淮河路，安徽省合肥市老城区的一条东西向道路，得名自淮河。道路东起胜利路接长江东路，西至环城公园西路，横穿整个合肥老城区，其中环城公园东路至宿州路段即为第三批全国示范步行街——淮河路步行街，而蒙城路以西亦称淮河西路。明清时期，步行街段被称为威武门大街或东门大街，宿州路至阜阳路段因位于文昌宫前而称文昌宫街，20世纪50年代，两街经过休整，并填平了路边淤塞的金斗河后，正式整合为淮河路。目前淮河路沿路有明教寺、李鸿章故居陈列馆、江淮大戏院、人民广场、市委小花园、安徽邮电大厦、瑞园、合肥市第一人民医院、杏花公园、久远文化艺术馆等。

## 轨道交通
- █ 1号线  █ 2号线：大东门站